# Reederei Zerssen

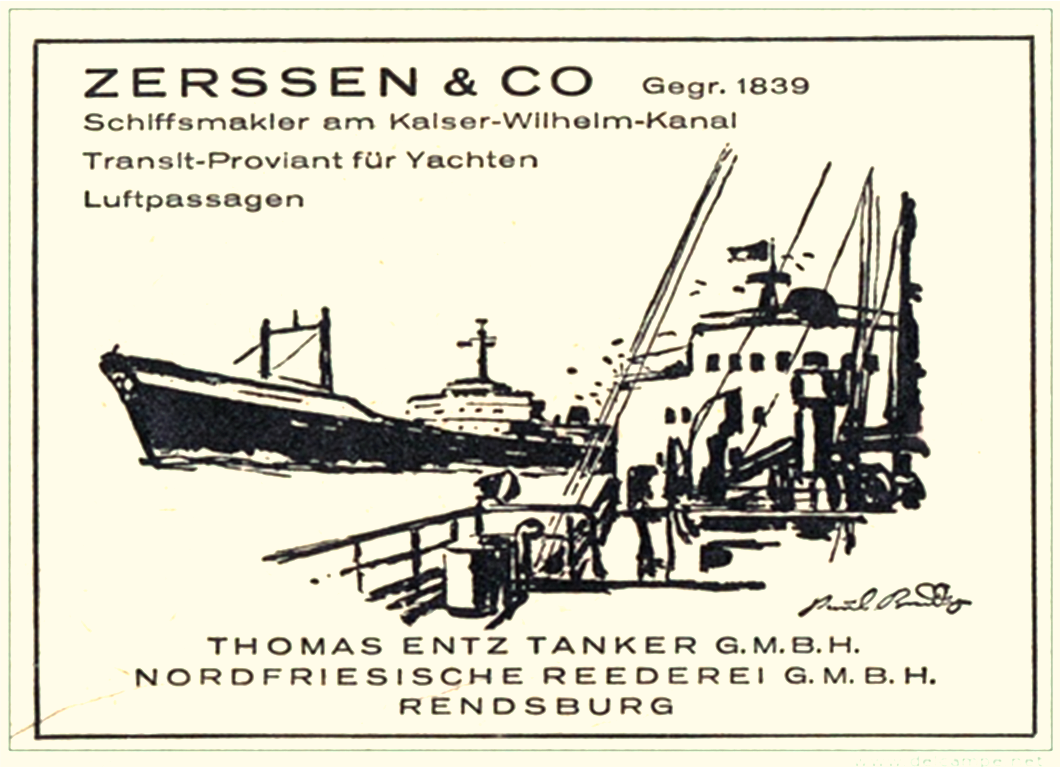
Anzeige der Reederei Zerssen & Co

Die Reederei Zerssen & Co wurde 1839 von Johann Christian von Zerssen und Johann Paap in Rendsburg an der Schleuse am alten Eiderkanal gegründet.

## Geschichte
1839 wurde die Firma Zerssen & Co als Speditionsgeschäft in Rendsburg gegründet und entwickelte sich anfangs ohne eigene Schiffe zu einer bedeutenden Rendsburger Parten- und Korrespondentreederei.

### Johann Christian von Zerssen
Von Zerssen war als Korrespondentreeder gegenüber Dritten befugt, alle Geschäfte und Rechtshandlungen der Reedereien vorzunehmen und vertrat diese sowohl gerichtlich als auch außergerichtlich. Johann Christian von Zerssen wurde 1842 zum belgischen und 1853 zum niederländischen Konsul ernannt und gründete 1859 den auf Gegenseitigkeit beruhenden „Schiffer-Assecuranz–Verein“ im Bereich der Eider. Etwa ein Fünftel der den Eiderkanal durchfahrenden Schiffe waren um 1850 niederländische Schiffe und bedeuteten Arbeit für den Konsul.
Der Eiderkanal hieß ursprünglich Schleswig-Holsteinischer Kanal, wurde vom dänischen König Christian VII. von 1777 bis 1784 gebaut, begann in Kiel und mündete bei Rendsburg in die Eider, die bei Tönning in die Nordsee fließt. Doch die Durchfahrt durch den Kanal, die Eider und das Wattenmeer dauerte damals noch mehrere Tage.
Von Zerssen gab kleineren Reedern aus Rendsburg und Umgebung Zuschüsse (1/6 bis 9/16 des Preises) zum Bau und Erwerb von Schiffen, anfangs kleine Segelschiff wie Schoner, Briggs, Kuffs und Galiote und ab 1884 auch für Dampfer und agierte damit als Partenreederei. Diese Rolle spielte die Reederei auch bei Hamburger und Rostocker und teilweise sogar bei ausländischen Reedereien. Andererseits hatten auch andere Firmen Parten an Zerssens Schiffen. Nach seinem Tod 1865 wurde die Firma von seinem Kompagnon, Schwiegersohn und Erben, Thomas Johann Gottfried Hollesen, weitergeführt.

### Thomas Johann Gottfried Hollesen
Hollesen eröffnete 1869 in Tönning, dem bedeutenden Hafen und Endpunkt des Eiderkanals, eine Zweigniederlassung, die Zerssens Sohn Adolph Nikolaus von Zerssen leitete. Er trat 1874 im Rendsburger Zentrale ein und leitete bis 1880 gemeinsam mit Hollesen den Betrieb. Hollesen engagierte sich zunehmend in seinen anderen Ämtern, er war u. a. Mitglied im Preußischen Abgeordnetenhaus und trat 1880 aus der Firma aus. Von Zerssen übernahm die Leitung, war gesundheitlich jedoch angeschlagen. Als sich sein Zustand 1884 stark verschlechterte, musste Hollesen die Leitung wieder übernehmen. Adolph Nikolaus von Zerssen starb am 9. September 1884.
Hollesen engagierte sich schon früh in der Kommission, die den Bau des Nord-Ostsee-Kanals vorbereitete. Er war Vorsitzender der Rendsburger Schiffergilde und nahm in verschiedenen Verwaltungsräten Einfluss auf die wirtschaftliche Entwicklung der Stadt Rendsburg und fungierte als belgischer und niederländischer Konsul. 1895 beteiligte Hollesen Konsul Jeß aus Tönning sowie dem Rendsburger Christian Rheder an dem Familienunternehmen. Rehder hatte als Lehrling bei Zerssen gegonnen und danach bei der Reederei Schuldt in Flensburg als Befrachter gearbeitet. 1890 kam er zurück, übernahm eine leitende Stellung und hatte sich besonders bei der Gründung der Zweigstellen in Brunsbüttelkoog und Holtenau verdient gemacht. Hollesen starb am 28. April 1898 in Rendsburg.

### Paul Entz

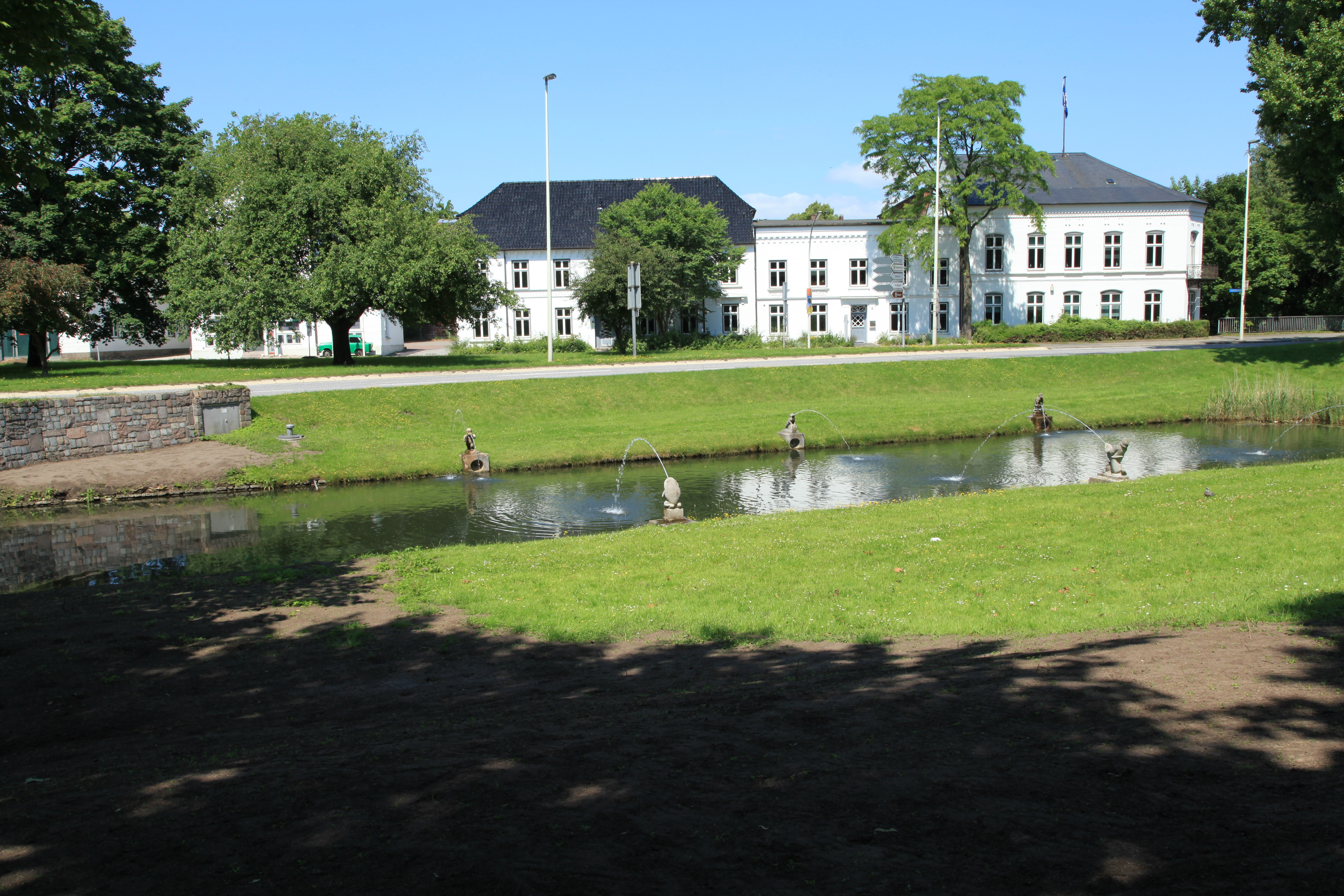
Das Hauptkontor in Rendsburg am Schleusenbecken

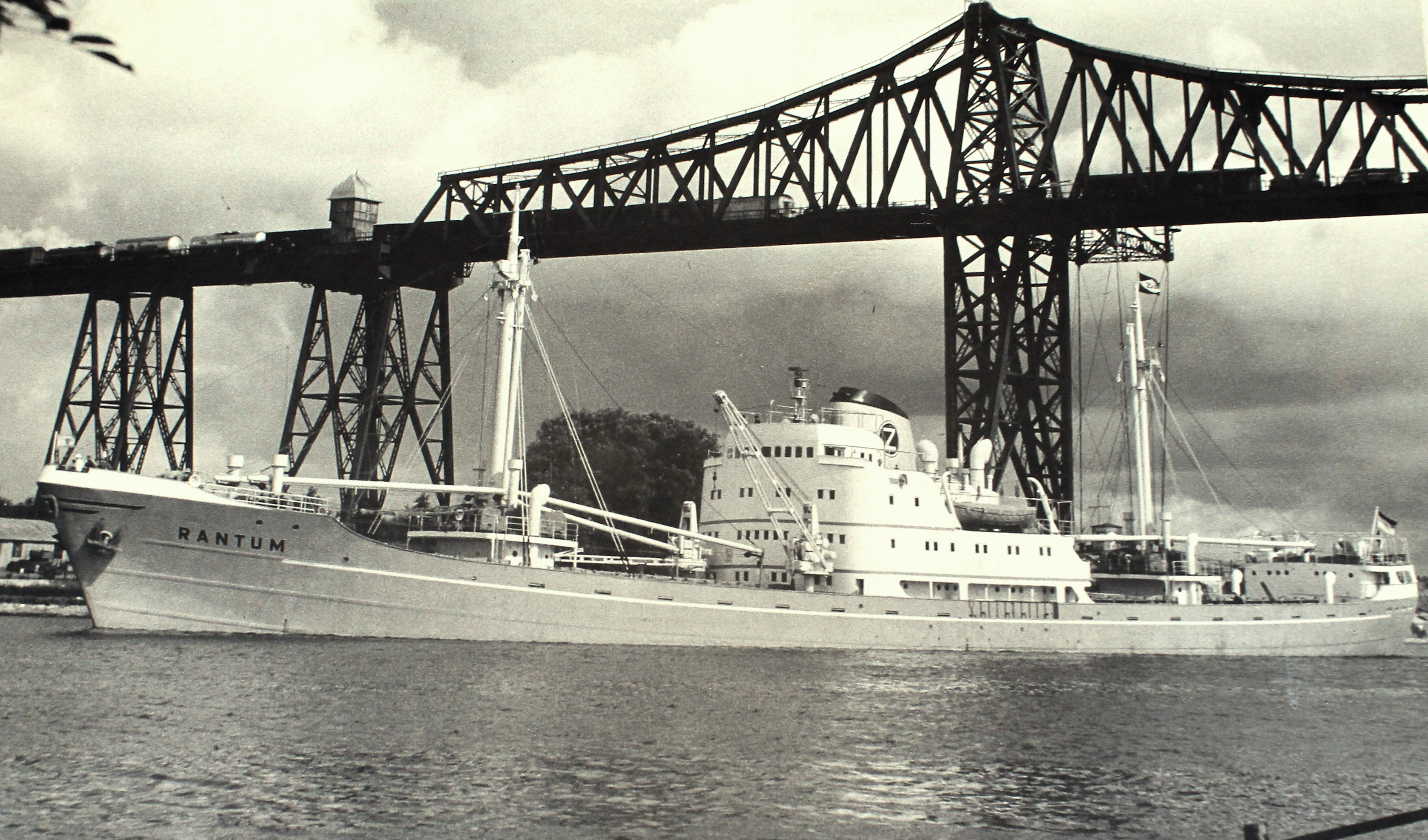
Rantum im Nord-Ostsee Kanal

Sein 1859 geborener Schwiegersohn, Paul Entz hatte eine kaufmännische Lehre in einem Danziger Apothekengroßhandel absolviert und bald darauf in Rendsburg sehr erfolgreich eine Medizinalgesellschäft aufgebaut. Er stieg nach dem Tod von Hollesen neben Konsul Jeß und Christian Rheder als dritter Teilhaber und leitenden Gesellschafter in den Reedereibetrieb ein. Nach der Eröffnung des Kaiser-Wilhelm-Kanals 1895 gründete er die von Rehder mit der Kanalbehörden vorbereitete Niederlassung in Brunsbüttelkoog. Die Zweigniederlassung in Tönning, Endpunkt des Eiderkanals, wurde aufgegeben. 1899 wurde auch Paul Entz zum niederländischen Konsul ernannt und 1905 wurde er Mitglied der Baltic and White Sea Conference (seit 1930 Baltic und International Maritime Conference, BIMCo). Die Niederlassung in Brunsbüttelkoog, die inzwischen zur Kohlen- und Bunkerstation ausgebaut wurde, fiel der Verbreiterung des Kaiser-Wilhelm-Kanals zum Opfer. Der Betrieb wurde später in Kiel-Holtenau wieder aufgebaut und 1922 um den Geschäftsbereich Schiffsausrüstung erweitert. Paul Entz starb am 27. September 1936 in Rendsburg.

## Einige frühe Schiffe der Reederei Zerssen & Co
1884 wurde u. a. der 680-BRT-Dampfer Christian gebaut, der in der Nord- und Ostsee fuhr. Die Bark Marie lief 1892 in Tönnig vom Stapel und segelte vorwiegend in westindischen Gewässern und in der Südsee. Ab 1890 wurden die Zerssen-Schiffe deutlich größer als z. B. die Heinrich Cruse und die Minna mit jeweils rund 1000 BRT. Die 1906 gebaute Rendsburg mit 2058 BRT war dann für die kommenden 30 Jahre das größte Schiff der Reederei. Die gesamte Flotte wurde vor dem Ersten Weltkrieg verkauft und die Reederei Zerssen agierte wieder vorwiegend als Korrespondentreederei.

## Thomas Johann Gottfried Entz

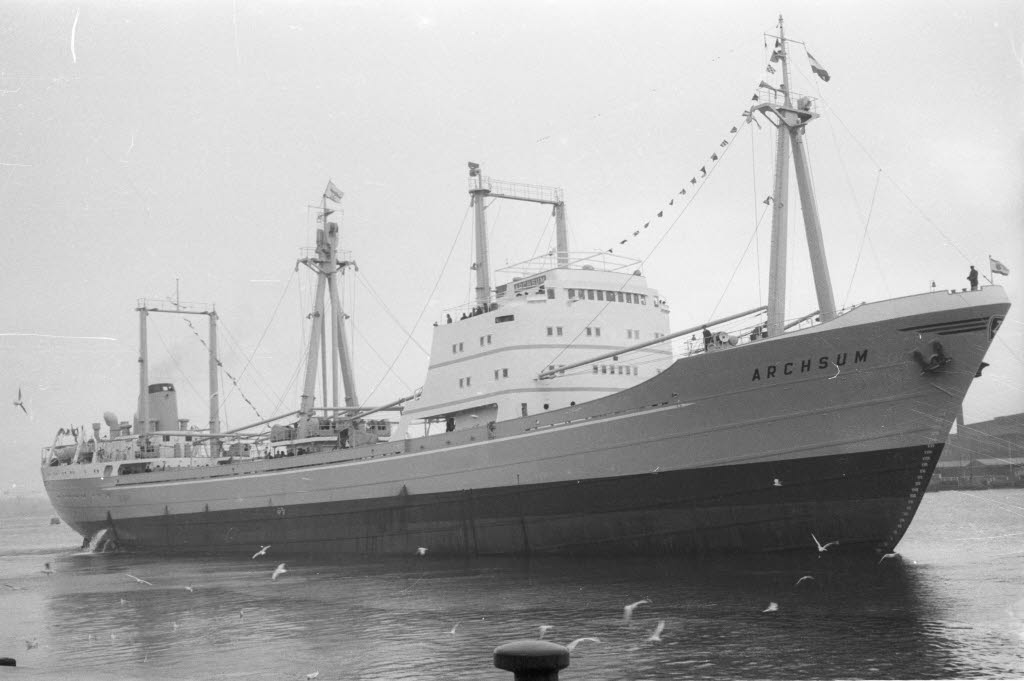
Archsum (4185 BRT, Bj. 1957) der Nordfriesischen Reederei

1936, nach dem Tod von Paul Entz, übernahm sein 1899 in Rendsburg geborener Sohn, Thomas Johann Gottfried Entz, den Betrieb. Er hatte eine kaufmännische Ausbildung bei der Reederei Schulte & Bruns in Emden absolviert und arbeitete anderthalb Jahre in Göteborg als Direktor einer kleinen Spedition. Nach einem Jahr im schottischen Leith studierte er zwei Semester an der Handelshochschule München und arbeitete ab 1924 in der Reederei Zerssen & Co., die auch einige eigene Schiffe bereederte. Thomas Johann Gottfried Entz kaufte mit der Glückauf (1575 tdw) seinen ersten Frachtdampfer. Bis zum Beginn des Zweiten Weltkriegs erwarb er drei weitere Schiffe, 1935 die spätere Keitum (Arnis) 1936 kam der Neubau Morsum ex Ulsis zur Zerssen-Flotte und 1937 die Hörnum (Holnis). Die Keitum musste er nach Kriegsende an Russland und die Morsum an Norwegen abgeben.

### Gründung der Nordfriesische Reederei

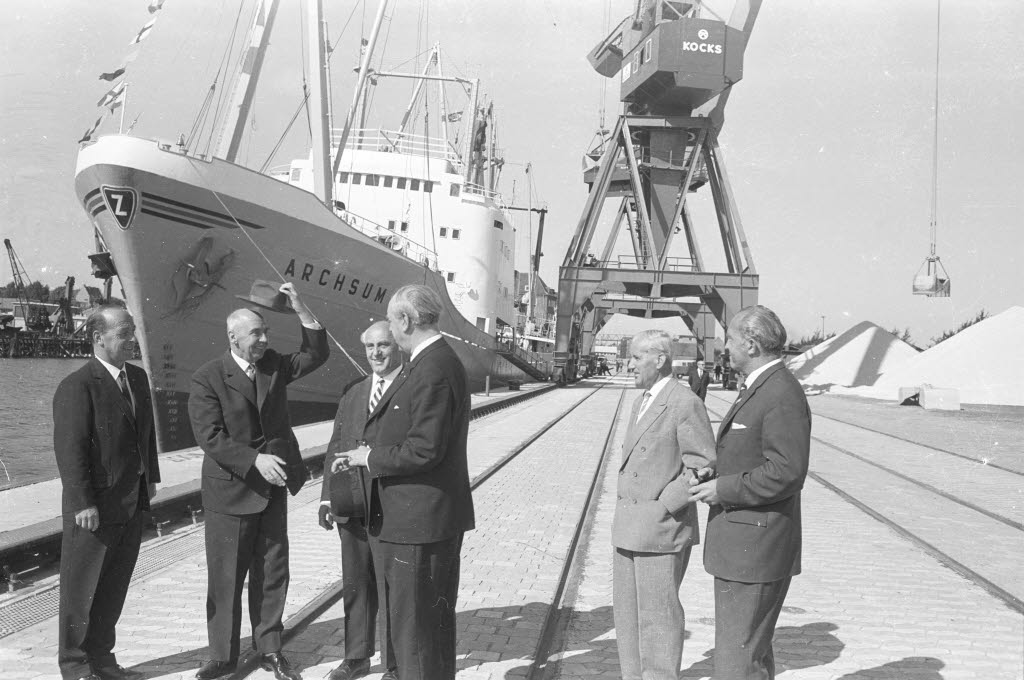
Konsul und Reeder Thomas Johann Gottfried Entz (4.v.l.) bei der 1964 erfolgten Inbetriebnahme der neuen Nordmolde im Kieler Scheerhafen

Während des Krieges wurde von Thomas Johann Gottfried Entz 1943 die Nordfriesische Reederei gegründet, die Schiffe erhielten Namen von Sylter Dörfern. Die 1948 bei den Lübecker Flender-Werken von Kriegsschäden reparierte Hörnum (2350 BRT) war für einige Monate das größte Schiff der wachsenden deutschen Handelsflotte. Im Sommer 1949 nahm die Deutsche Orient-Linie von H. Schuldt (Hamburg) wieder ihren Dienst auf und die Hörnum wurde hier als erstes Schiff eingesetzt. Ende 1949 wurden vier Neubauten mit 3400 tdw bei den Kieler Howaldtswerken und der Deutschen Werft bestellt (Blidum, Keitum, Morsum, Lystum). Sie wurden noch unter den Beschränkungen des Potsdamer Abkommens gebaut und 1950 abgeliefert. Inzwischen galt das großzügigere Petersberger Abkommen. Daher wurde die Blidum gleich nach der Ablieferung wieder aufgeslipt, aufgeschnitten und um 9 Meter verlängert. Damit erhöhte sich die Tragfähigkeit von 2850 auf 3400 tdw. Die andern drei Schiffe wurden von vornherein nach dem Petersberger Abkommen gebaut und auch sie fuhren für die Deutsche Orient-Linie. 1951 erwarb Zerssen aus Dänemark die Hedda Dan mit 1700 tdw, die als Tinnum in der Nord- und Ostsee in der Trampfahrt unterwegs war. 1952 wurde der Frachter Archsum (ex Gertrud Schliewen, 3800 tdw) von H. Schuldt übernommen und für die Deutsche Orient-Linie eingesetzt. 1959 wurde als letzter Neubau von Howaldt Kiel die Syllum abgeliefert, die als Volldecker eine Tragfähigkeit von 8000 tdw hatte.

### Frisia Reederei
1953 erfolgte die Gründung der Frisia Reederei GmbH in Rendsburg, Hollesenstr. 2, die bei der Werft Nobiskrug einen Neubau in Auftrag gab, der als Rantum abgeliefert wurde. Sie hatte als Volldecker 5930 t Ladefähigkeit und als Schutzdecker 4500 t Ladefähigkeit. Der 3600-PS-Hauptmotor wurde von Borsig in Berlin-Tegel in FIAT-Lizenz gebaut und war einer der ersten Schwerölmotoren in Deutschland. Zum Probelauf im Berliner Werk war neben Thomas Entz mit Ehefrau der Berliner Bürgermeister Ernst Reuter anwesend, da dieser Motor der erste große Auftrag nach der Berlin-Blockade war.

### Thomas Entz Tanker GmbH

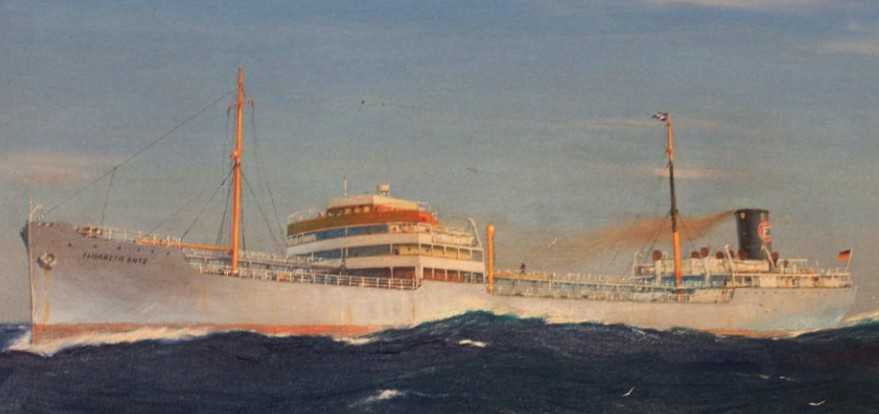
Die 1928 gebaute erste Elisabeth Entz

1950 wurde die Tochtergesellschaft Thomas Entz Tanker GmbH gegründet. Das Unternehmen erwarb als erstes Schiff den Tanker Mostun aus Norwegen (9630 BRT, 14400 tdw, gebaut 1928 bei Eriksbergs MV in Göteborg als Dalfonn). Er bekam im Mai 1950 den Namen Elisabeth Entz und fuhr anfangs für die Anglo-Saxon Petroleum Company, die 1955 von der Shell Petroleum Company übernommen wurde. Am 4. Oktober 1952 kam der 1929 gebaute Motortanker Margot Entz (ex Laurelwood) mit 11235 BRT aus England hinzu, der 1958 in Hamburg abgewrackt wurde.
Die Bertha Entz mit 15910 BRT wurde am 5. Februar 1955 von den Kieler Howaldtswerken als Erz-Ölschiff an die Tanker-Reederei abgeliefert. Es war das erste Erz-Ölschiff, das in Deutschland gebaut wurde. Es war universeller einsetzbar als ein Tanker oder ein Erzfrachter. Im Jahr 1958 folgte als zweites Erz-Ölschiff die Helma Entz mit 12430 BRT.
Die 1950 erworbene erste Elisabeth Entz wurde 1960 in Japan abgewrackt. Als weiteres Erz-Ölschiff wurde die (zweite) Elisabeth Entz mit 24460 BRT am 29. Juli 1961 als Neubau von der AG Weser übernommen. 1970/71 trennte sich Zerssen & Co von seiner Tankerflotte.

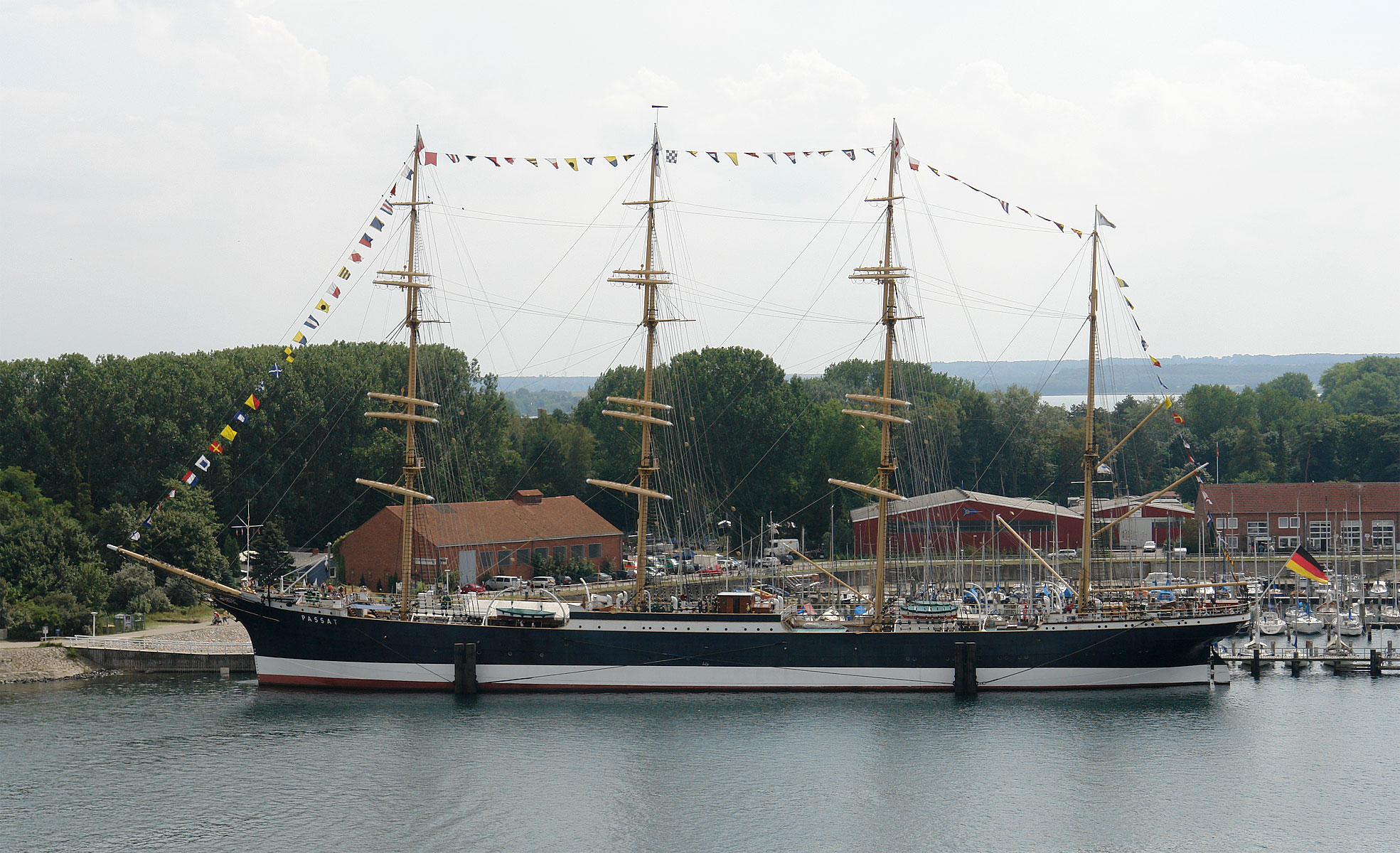
Viermastbark Passat in Travemuende

## Bereederung derPamirundPassat
Die Hamburger Zweigniederlassung von Zerssen wurde in Bürogemeinschaft mit der Firma H. Schuldt betrieben und beschäftigte sich vor dem Krieg überwiegend mit der Befrachtung der Zerssen-Schiffe. Nach dem Krieg wurden auch Heuerdienstleistungen besonders für den griechischen Reeder Stavros Niarchos betrieben. Rund zehn Jahre lang wurden viele tausend deutsche Seeleute an- und abgemustert. Bis zum Untergang der Pamir wurde im Auftrag der Stiftung Pamir und Passat die Bereederung dieser beiden Schulschiffe Pamir und Passat durchgeführt. Nach dem tragischen Untergang der Pamir wurde diese Ausbildungsart beendet und die Passat wurde in Hamburg aufgelegt. 1959 konnte die drohende Verschrottung durch den Kauf der Hansestadt Lübeck abgewendet werden. Unter Führung von Kapitän Robert Clauß verholte die Passat zum letzten Liegeplatz am Priwallufer nach Travemünde.
Zum 125-jährigen Jubiläums von Zerssen & Co. konnte Thomas Johann Gottfried Entz auf Wunsch der Familie von Zerssen den Namenszusatz „von Zerssen“ tragen. Thomas Johann Gottfried Entz von Zerssen starb am 4. April 1970.